# رسوم الطوابع في المملكة المتحدة
ضريبة الدمغة في المملكة المتحدة هي شكل من أشكال الضرائب المفروضة على الصكوك القانونية (الوثائق المكتوبة) وكانت تتطلب تاريخيًا إرفاق طابع مادي أو طبعه على الوثيقة المعنية. لم تعد الإصدارات الأكثر حداثة من الضريبة تتطلب طابعًا ماديًا.

## تاريخ رسوم الطوابع في المملكة المتحدة

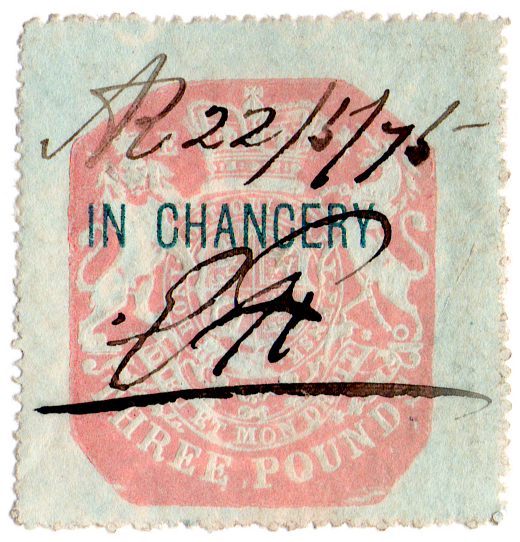
طابع بريدي بقيمة 3 جنيهات إسترلينية للمملكة المتحدة عام 1875

فرضت ضريبة الدمغة لأول مرة في إنجلترا في 28 يونيو 1694 في عهد ويليام الثالث وماري الثانية بموجب "قانون لمنح جلالتيهما عدة رسوم على الرق -جلد الكتابة- والبرشمان -ورق نفيس- والورق العادي لمدة أربع سنوات لمواصلة الحرب ضد فرنسا". في السنة المالية 1702/03 طُبع 3,932,933 طابعًا في إنجلترا بقيمة إجمالية قدرها 91,206.10 شلن و4 بنسات. وكانت ضريبة الطوابع ناجحة للغاية لدرجة أنها لا تزال مستمرة حتى يومنا هذا من خلال سلسلة من قوانين الطوابع. وقد فرضت رسوم مماثلة في هولندا وفرنسا وأماكن أخرى.
خلال القرنين الثامن عشر وأوائل القرن التاسع عشر وسع نطاق رسوم الطوابع لتشمل الصحف والنشرات وتذاكر اليانصيب ووثائق تدريب المتدربين والإعلانات وأوراق اللعب والنرد والقبعات والقفازات والأدوية الحاصلة على براءة الاختراع والعطور ووثائق التأمين والطلاء الذهبي والفضي ومسحوق الشعر وشعارات النبالة.
إن محاولة تطبيق قانون الطوابع لعام 1765 في المستعمرات البريطانية في أمريكا أدت إلى الصراخ منادياً بـ"لا ضرائب دون تمثيل". وقد ساهم الجدل حول ضريبة الدمغة في اندلاع حرب الاستقلال الأمريكية.
حتى عام 1793 كانت تفرض ضريبة الدمغة دائمًا كمبلغ ثابت بغض النظر عن حجم المعاملة. لكن في عام 1808 أصبحت ضريبة الدمغة على عمليات نقل البيع بما في ذلك نقل الأراضي والأسهم ضريبة قيمة مضافة.
تاريخيا كانت ضرائب الطوابع تُدار من قبل مجلس الطوابع. ثم اندمجت هذه الهيئة مع مجلس الضرائب في عامي 1833/1834 وأنشئ مجلس الإيرادات الداخلية بموجب قانون مجلس الإيرادات الداخلية لعام 1849 من خلال دمج مجلس الضرائب ومجلس الطوابع والضرائب. حيث كانت ضرائب الطوابع تُدار بعد ذلك من خلال فرع ضرائب الطوابع التابع لإدارة الإيرادات الداخلية (الذي كان يُعرف سابقًا باسم مكتب الطوابع). وقد حدث اندماج آخر في عام 2004 عندما شكلت مصلحة الضرائب الداخلية وهيئة الجمارك والضرائب البريطانية هيئة الضرائب والضرائب البريطانية التي تتولى الآن بنفسها إدارة رسوم الدمغة.
لا يزال قانون إدارة رسوم الطوابع لعام 1891 وقانون الطوابع لعام 1891 يحتويان على الكثير من القوانين السارية بشأن رسوم الطوابع وذلك مع التعديلات الهامة التي طرأت منذ ذلك الحين والتوحيد الجزئي الذي نُص في قانون المالية لعام 1999. كما كان قانون الطوابع لعام 1891 مصدر إلهام للعديد من قوانين الطوابع الأسترالية القديمة.
بين عامي 1782 و1971 فرضت ضريبة على الشيكات في المملكة المتحدة. وظلت الرسوم بنسًا واحدًا حتى عام 1918 عندما رفعها وزير الخزانة بونار لو إلى بنسين. وألغيت الضريبة قبل فترة وجيزة من النظام العشري.

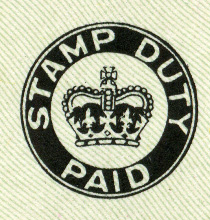
علامة "دفعت الرسوم الجمركية" التي ظهرت على الشيكات البريطانية من عام 1956 إلى عام 1971

## قائمة العناصر الخاضعة لرسوم الدمغة
فرض قانون الطوابع لعام 1694 رسوم الطوابع على مجموعة من الأدوات القانونية. فخلال الجزء الأول من القرن الثامن عشر وسع نطاق الرسوم لتشمل عددًا من العناصر الورقية الأخرى (بالإضافة إلى النرد الذي ختم على عبواتها) بما في ذلك ما يلي:
- أوراق اللعب (1711–1960، أصبحت خاضعة لضريبة الاستهلاك من عام 1864 فصاعدًا)
- النرد (1711–1862)
- التقاويم (1711–1834)
- الإعلانات (1712–1853)
- الصحف (1712–1855)

وفي وقت لاحق وبسبب الكفاءة المتصورة لضريبة الدمغة كوسيلة لجمع الإيرادات فرضت ضريبة الدمغة على مجموعة متنوعة من العناصر سواء كانت ورقية أم لا بما في ذلك:
- الأدوية الحاصلة على براءات اختراع (1783–1941)
- الذهب والفضة المطلية (1783-1890)، ورخص التعامل فيها
- القبعات (1784–1811)
- شهادات الصيد (1784-2007 أصبحت ضريبة مفروضة منذ عام 1808 ورخصة ضريبية منذ عام 1860)
- القفازات والقفازات غير المتكاملة (1785–1794)
- رخص المحامين والمستشارين القانونيين (1785-1949)
- تراخيص مكاتب الرهن (1785-1974، أصبحت ترخيصًا ضريبيًا منذ عام 1864)
- مسحوق الشعر (1786–1800)
- العطور ومستحضرات التجميل (1786–1800)
- الإيصالات (1795)
- ورق (1795)

## النطاق الحالي
لقد خفض نطاق ضريبة الدمغة بشكل كبير في السنوات الأخيرة. وباستثناء عمليات نقل الأسهم والأوراق المالية وإصدار السندات لحاملها وبعض المعاملات التي تنطوي على شراكات ألغيت ضريبة الدمغة إلى حد كبير في المملكة المتحدة اعتبارًا من 1 ديسمبر 2003. كما فرضت "ضريبة الدمغة العقارية" (سدلت) وهي ضريبة نقل جديدة مستمدة من ضريبة الدمغة على معاملات الأراضي اعتبارًا من 1 ديسمبر 2003. وأدخلت "ضريبة احتياطي الرسوم الجمركية" (SDRT) على الاتفاقيات الخاصة بنقل الأسهم غير المعتمدة والأوراق المالية الأخرى في عام 1986 ومع نمو المعاملات غير الورقية تطبق الآن ضريبة احتياطي الرسوم الجمركية بدلاً من ضريبة الدمغة على معظم عمليات نقل الأسهم والأوراق المالية. واستبدلت ضريبة الدمغة على المعاملات العقارية في اسكتلندا بضريبة معاملات الأراضي والمباني الجديدة (LBTT) اعتبارًا من 1 أبريل 2015 واستبدلت في ويلز بضريبة معاملات الأراضي في 1 أبريل 2018.
ألغي الختم المادي للوثائق مقابل رسوم الدمغة في 19 يوليو 2021 بعد استبداله بنظام إلكتروني.

## ضريبة احتياطي الطوابع
وبعيدًا عن الإعفاء الممنوح لـ "الوسطاء المؤهلين" مثل صناع السوق في البنوك الكبرى،  تم تقديم ضريبة احتياطي رسوم الدمغة (SDRT) بموجب قانون المالية لعام 1986 لضمان استمرار دفع شكل من أشكال الضرائب يعادل رسوم الدمغة عند نقل الأسهم غير المعتمدة. في ذلك الوقت، كان من المتوقع أن يدخل نظام تداول أسهم توريس حيز التنفيذ. وفي هذه الحالة، تم تكييف سدرت للتغيير في التداول في الأسهم غير المعتمدة في كريست وتفرض على اتفاقيات نقل الأسهم والأوراق المالية الأخرى. إن ضريبة نقل الأوراق المالية ليست ضريبة طوابع بل هي ضريبة نقل ذاتية التقييم يحصلها بالعادة بشكل تلقائي المشاركين في سوق الأوراق المالية (مثل السماسرة) عند حدوث معاملة.
تظل ضريبة الدمغة سارية المفعول بالنسبة للأسهم والأوراق المالية التي يحتفظ بها في شكل شهادات والتي لا يمكن نقلها إلا باستخدام نموذج نقل الأسهم المادي وتعمل بالتوازي مع ضريبة سدرت على اتفاقيات نقل الأسهم. فمنذ عام 1986 فرضت رسوم الدمغة ورسوم سدرت بمعدل 0.5% من المقابل لنقل الأسهم (في حالة رسوم الدمغة تقرب إلى أقرب 5 جنيهات إسترلينية). وقد تتضمن المعاملة نفسها اتفاقية لنقل الأسهم مما قد يؤدي إلى إثارة المسؤولية تجاه سدرت وقد تستكمل الاتفاقية لاحقًا عن طريق نقل الأسهم التي تخضع لرسوم الدمغة. في حالة ختم التحويل خلال 6 سنوات تلغى الرسوم المفروضة على سدرت لتجنب فرض رسوم مزدوجة. كما تلغى ضريبة الدمغة على إعادة شراء الأسهم بقيمة أقل من 1000 جنيه إسترليني اعتبارًا من 13 مارس 2008.
يفرض معدل أعلى من ضريبة إيصالات الإيداع بنسبة 1.5% على إصدار أو نقل الأسهم إلى شخص يدير مخطط إيصالات الإيداع أو خدمة المقاصة (بخلاف كريست والتي تعفى). وتعوض الرسوم الأعلى عن حقيقة أن التحويلات اللاحقة لمصالح الإيداع أو من خلال خدمات المقاصة لن تجتذب ضريبة القيمة المضافة. يدفع هذا النوع من سدرت بطبيعته حصريًا تقريبًا المستثمرين الخارجيين (أي من خارج المملكة المتحدة)، وخاصة مديري الصناديق الأمريكية،ويبلغ حجمه تقريبًا. 25% من إجمالي سدرت التي تحصل سنويًا.
على مدى عدة سنوات بعد استحواذها على سسف في يوليو 2000 رفعت هسبس وأمنائها دعاوى قضائية ضد همرس زاعمين أن فرض رسوم سدرت بنسبة 1.5٪ على تسليم أسهم هسبس إلى يوروكلير مقابل الاستحواذ على أسهم سسف ينتهك توجيه الجماعة الاقتصادية الأوروبية 69/335/إإس بشأن ضرائب رأس المال. وفي نهاية المطاف فاز بنك هسبس مع حظر فرض رسوم بنسبة 1.5% على أي عملية تسليم (بالتأكيد قبل خروج بريطانيا من الاتحاد الأوروبي وعلى ما يبدو بعد خروج بريطانيا من الاتحاد الأوروبي أيضًا) إلى نظام المقاصة في الاتحاد الأوروبي والتسليم الأولي للأسهم الصادرة حديثًا إلى أي نظام مقاصة في جميع أنحاء العالم. وكانت هيئة الإيرادات والجمارك ملزمة بإرجاع ضريبة الدخل على الدخل التي فرضت بشكل غير صحيح.
الميزة الفريدة لضريبة الدخل الذاتي مقارنة بالضرائب المحلية البحتة الأخرى في المملكة المتحدة، هي أن أكثر من 40% من المدخول السنوي يحصل من خارج المملكة المتحدة مما يخلق تدفقًا سنويًا يبلغ حوالي 1.5 تريليون دولار. 1.5 مليار جنيه إسترليني من المستثمرين الأجانب إلى حكومة المملكة المتحدة.

## ضريبة الدمغة على الأراضي

رسوم بيانية لضريبة الدمغة السكنية على الأراضي ومعدلاتها للأفراد قبل وبعد 4 ديسمبر 2014

ضريبة الدمغة العقارية (سدلت) هي ضريبة على معاملات الأراضي في إنجلترا وأيرلندا الشمالية. قدمت بموجب قانون المالية لعام 2003. وقد حلت هذه الضريبة محل ضريبة الدمغة إلى حد كبير اعتباراً من الأول من ديسمبر/كانون الأول 2003. وضريبة سدلت ليست ضريبة دمغة، بل هي شكل من أشكال ضريبة النقل التي تقيم ذاتيًا على "معاملات الأراضي".
في اسكتلندا قدمت ضريبة معاملات الأراضي والمباني اعتبارًا من 1 أبريل 2015 لتحل محل ضريبة سدلت.
في ويلز حلت ضريبة المعاملات العقارية محل ضريبة الدمغة في عام 2018.
بالنسبة للمعاملات النموذجية في الأراضي مثل شراء وبيع منزل سكني هناك تغيير طفيف عن ضريبة الدمغة باستثناء ضرورة تقديم إقرار ضريبي إلى هيئة الإيرادات والجمارك البريطانية (التي كانت تسمى في السابق إدارة الإيرادات الداخلية) ولم تعد هناك حاجة إلى إعطاء المستندات طابعًا ماديًا. مثل أي ضريبة ذاتية التقييم ولكن على عكس ضريبة الدمغة فإن إدارة الإيرادات والجمارك قادرة على الاستفسار عن إقرار ضريبة الدمغة على العقارات ورفع التقييمات لاسترداد ضريبة الدمغة على العقارات غير المدفوعة.
عندما يُقبل إقرار هيئة الإيرادات والجمارك فإنها تقدم شهادة بدونها يكون من المستحيل تسجيل تغيير في ملكية الأرض. مع أن موقع همرس نفسه يقول إن ضريبة الدمغة على العقارات مستحقة خلال 14 يومًا من إتمام المعاملة فقد يطلب مقرضو الرهن العقاري سداد ضريبة الدمغة عند إتمام المعاملة نفسها. يدفع عادةً رسوم الدمغة كاتب العدل أو المحامي مباشرة إلى همرس.
تفرض ضريبة سدلت على معاملات الإيجار بالإضافة إلى الملكية الحرة. وأيضًا تفرض ضريبة سدلت على الإيجار الأرضي المستحق بموجب عقد الإيجار، بمعدل 1٪ من القيمة الحالية الصافية (المخفضة) للإيجار الساري خلال مدة عقد الإيجار بالكامل. في السابق كانت رسوم الدمغة تُفرض بمعدل يصل إلى 24% من الإيجار السنوي. إن مبلغ ضريبة الدمغة المستحقة على منح عقد إيجار تجاري نموذجي يمثل عمومًا زيادة كبيرة عن مبلغ ضريبة الدمغة التي كان من المفترض أن تكون مستحقة في السابق.

## تغييرات على سدلت
في عام 2005 رفع الحد الأدنى لسداد ضريبة الأراضي والعقارات من 60 ألف جنيه إسترليني إلى 120 ألف جنيه إسترليني. وفي عام 2006 رفع الحد الأدنى إلى 125 ألف جنيه إسترليني. وفي بعض المناطق المحرومة يرفع الحد الأدنى إلى 150 ألف جنيه إسترليني. في عام 2007 في مؤتمر حزب المحافظين في بلاكبول أعلن جورج أوزبورن وزير المالية في حكومة الظل آنذاك، أن الحكومة المحافظة سوف تلغي ضريبة الدمغة على المشترين لأول مرة للعقارات التي تصل قيمتها إلى 250 ألف جنيه إسترليني. قدم هذا الإجراء كإجراء لمدة عامين من قبل حزب العمال في عام 2010 قبل الانتخابات العامة في عام 2010 مباشرة. إن إزالة هيكل "اللوح" في عام 2014 يعني أن جميع المشتريات التي تقل عن الحد الأدنى أصبحت معفاة من الضرائب بغض النظر عن حالة المشتري.
في 2 سبتمبر 2008 أعلنت حكومة المملكة المتحدة أن الحد الأدنى لدفع ضريبة الدمغة على العقارات سوف يرتفع من 125 ألف جنيه إسترليني إلى 175 ألف جنيه إسترليني لمدة عام واحد، اعتبارًا من 3 سبتمبر 2008. في ميزانية عام 2009 مدد المستشار "عطلة ضريبة الطوابع" هذه حتى نهاية عام 2009.
في ميزانية عام 2010 أنهى المستشار ضريبة الدمغة على المنازل التي يقل سعرها عن 250 ألف جنيه إسترليني للمشترين لأول مرة لمدة عامين، في حين قدم معدلًا جديدًا بنسبة 5% للعقارات التي تزيد قيمتها عن مليون جنيه إسترليني. في ميزانية عام 2012 قدم المستشار جورج أوزبورن مستوى جديدًا بنسبة 7% للعقارات التي تزيد قيمتها عن 2 مليون جنيه إسترليني لتخفيف مطالب الديمقراطيين الليبراليين بفرض ضريبة على القصور. أشارت بعض الأبحاث إلى أن هذه الضريبة في الطرف الأدنى من سوق الإسكان قد تؤدي إلى تثبيط القدرة على التنقل وتؤدي إلى تخصيص غير فعال للإسكان.
في بيان الخريف لعام 2014 أعلن المستشار جورج أوزبورن عن إصلاح ضريبة الدمغة لإزالة عنصر الشريحة - حيث تدفع الآن ضريبة الدمغة على المبلغ الذي يتجاوز حدودًا معينة بدلاً من معدل واحد على المبلغ الإجمالي والذي يعتمد على المبلغ، كما هو مفصل في القسم أعلاه.  كان هذا التغيير مفيدًا لـ 98% من مشتريات العقارات ولكنه تسبب في انهيار المبيعات في الطرف العلوي من السوق.
في بيان الخريف لعام 2015 أعلن المستشار جورج أوزبورن عن مزيد من الإصلاحات على ضريبة الدمغة. واعتبارًا من أبريل 2016 يدفع مشتري المنازل الثانية (سواء كانت منازل للإيجار أو منازل للعطلات) رسومًا إضافية بنسبة 3% فوق السعر القياسي لأي سعر معين. يسترد هذا المبلغ إذا بيع المنزل الأول خلال ثلاث سنوات.
قدم إعفاء من ضريبة الدمغة من 8 يوليو 2020 حتى 30 يونيو 2021 ومن 1 يوليو 2021 حتى 30 سبتمبر 2021 مما يوفر أسعارًا مخفضة على المشتريات.
أعلن عن العودة الدائمة إلى المعدلات التي كانت سارية بين 1 يوليو و30 سبتمبر 2021 اعتبارًا من تاريخ الميزانية المصغرة في 23 سبتمبر 2022.

## انتقادات لقانون سدلت
قبل التغيير الذي حدث في عام 2014 قالت الرابطة الوطنية لوكلاء العقارات ورابطة وكلاء التأجير السكني إن ضريبة شدلت شوهت أو أدت إلى ركود سوق الإسكان بسبب الزيادات الحادة فوق عتبات معينة (المعروفة أحيانًا باسم نظام "الشريحة"). دعا نشطاء مثل تحالف دافعي الضرائب وإصلاح رسوم الطوابع في المملكة المتحدة إلى فرض ضريبة تصاعدية تعتمد على شرائح ضريبية متزايدة. في نوفمبر 2013 أصدر مجلس مقرضي الرهن العقاري تقريرًا مفصلاً يدعو إلى الإصلاح.
تسببت التغييرات التي طرأت على بيان الخريف لعام 2014 في انهيار عدد مبيعات العقارات الأكثر تكلفة.
في أكتوبر 2015 أصدر مركز أبحاث الاقتصاد المكاني تقريراً مفصلاً عن التأثيرات المشوهة لرسوم الدمغة على سوق الإسكان.

## الإيرادات الضريبية
في السنوات التي سبقت عام 2005 كان هناك مستوى مرتفع من التضخم في أسعار المساكن في المملكة المتحدة ولكن لم يحدث أي تغيير في هذه العتبات مما أدى إلى زيادة كبيرة في الإيرادات من ضريبة الدمغة على العقارات من خلال الزحف إلى الشرائح. في الفترة 2000-2001 تلقت مصلحة الضرائب الداخلية 2.145 مليار جنيه إسترليني من ضريبة الدمغة السكنية. في عامي 2002-2003 تلقت 3.59 مليار جنيه إسترليني وارتفعت إلى 6.5 مليار جنيه إسترليني في عامي 2007-2008
بلغت الإيرادات من الضرائب ذروتها في عامي 2022 و2023 عند 15.36 مليار جنيه إسترليني إلا أنها انخفضت منذ ذلك الحين.

## معدلات الضرائب

### معدلات الضرائب الحالية
بالنسبة لشراء المنازل السكنية فإن الأسعار الحالية في إنجلترا وأيرلندا الشمالية اعتبارًا من 23 سبتمبر 2022 هي كما يلي:
| اعتبار                                               | المعدل (يتم دفعه على جزء في النطاق) | بما في ذلك رسوم الملكية الإضافية |
| ---------------------------------------------------- | ----------------------------------- | -------------------------------- |
| من 40,000 جنيه إسترليني إلى 250,000 جنيه إسترليني    | 0%                                  | 3%                               |
| من 250,001 جنيه إسترليني إلى 925,000 جنيه إسترليني   | 5%                                  | 8%                               |
| من 925,001 جنيه إسترليني إلى 1,500,000 جنيه إسترليني | 10%                                 | 13%                              |
| أكثر من 1,500,000 جنيه إسترليني                      | 12%                                 | 15%                              |

كجزء من الاستجابة لجائحة كوفيد-19 قدم بيان الصيف لعام 2020 تخفيضًا مؤقتًا في ضريبة الدمغة للمشترين في إنجلترا وأيرلندا الشمالية الذين يكملون عمليات الشراء قبل 31 مارس 2021 دون فرض ضريبة دمغة على أول 500000 جنيه إسترليني من قيمة العقار. نفذ ذلك كقانون من خلال قانون ضريبة الدمغة على الأراضي (الإعفاء المؤقت) لعام 2020. في ميزانية المملكة المتحدة لشهر مارس 2021 مدد الموعد النهائي إلى 30 يونيو 2021 للمشتريات التي تصل إلى 500000 جنيه إسترليني و30 سبتمبر 2021 للمشتريات التي تصل إلى 125000 جنيه إسترليني.
ومع عودة المعدلات إلى ما كانت عليه في الأول من أكتوبر 2021 فقد دخل تخفيض دائم للمعدلات المعمول بها خلال الفترة الثانية من إعفاء ضريبة الدمغة حيز التنفيذ في 23 سبتمبر 2022.

### المشترين لأول مرة
يمكن للمشترين لأول مرة المطالبة بالإعفاء إذا اشتروا منزلهم الأول بعد 23 سبتمبر 2022. وهذا يعني أنهم سوف يدفعون:
- 0% على المشتريات التي تصل إلى 425,000 جنيه إسترليني
- 5% على الجزء بين 425,001 جنيه إسترليني و625,000 جنيه إسترليني

بالنسبة للمشتريات التي تزيد قيمتها عن 625,001 جنيه إسترليني، تنطبق القواعد نفسها على أولئك الذين اشتروا منزلاً من قبل.
تعرف الحكومة المشترين لأول مرة على أنهم "الفرد أو الأفراد الذين لم يمتلكوا قط حصة في عقار سكني في المملكة المتحدة أو في أي مكان آخر في العالم والذين يعتزمون شغل العقار كمسكن رئيسي لهم".

### معدلات الضرائب قبل ديسمبر 2014
قبل 4 ديسمبر 2014 كانت الأسعار على النحو التالي:
| اعتبار                                                 | المعدل (يتم الدفع على القيمة الإجمالية)    |
| ------------------------------------------------------ | ------------------------------------------ |
| حتى 125000 جنيه إسترليني                               | 0%                                         |
| من 125,001 جنيه إسترليني إلى 250,000 جنيه إسترليني     | 1%                                         |
| من 250,001 جنيه إسترليني إلى 500,000 جنيه إسترليني     | 3%                                         |
| من 500,001 جنيه إسترليني إلى 1,000,000 جنيه إسترليني   | 4%                                         |
| من 1,000,001 جنيه إسترليني إلى 2,000,000 جنيه إسترليني | 5%                                         |
| أكثر من 2,000,000 جنيه إسترليني                        | 7% (اشتراها الأفراد) 15% (اشترتها الشركات) |

في هذا الوقت كانت ضريبة سدلت تعمل على أساس "الشريحة" وعلى هذا فإن النسب المذكورة أعلاه تنطبق على سعر الشراء بالكامل. على سبيل المثال فإن المنزل الذي يبلغ سعره 250 ألف جنيه إسترليني سوف يخضع لضريبة سدلت بقيمة 2500 جنيه إسترليني، ولكن المنزل الذي تبلغ قيمته 250001 جنيه إسترليني سوف يخضع لضريبة سدلت بقيمة 7500 جنيه إسترليني، في حين أن المنزل الذي تبلغ قيمته 500000 جنيه إسترليني سوف يخضع لضريبة سدلت بقيمة 15000 جنيه إسترليني، ولكن عملية شراء بقيمة 500001 جنيه إسترليني سوف تخضع لضريبة سدلت بقيمة 20000 جنيه إسترليني. النتيجة هي أن ضريبة الدمغة على العقارات كان لها تأثير مشوه على سوق الإسكان لأن بيع المنزل أمر صعب للغاية بأسعار أعلى قليلاً من كل عتبة، على سبيل المثال 250 ألف جنيه إسترليني. وكانت هناك دعوات منتظمة لوضع هيكل مختلف لضريبة الدمغة لتجنب التأثير المشوه الذي يخلفه هيكل ضريبة الشريحة على سوق الإسكان.
ويظهر التأثير عند كل نقطة تشغيل في الجدول أدناه.
| سعر المنزل جنيه استرليني | ضريبة القيمة المضافة (سدلت) حتى عام 2014           | ضريبة القيمة المضافة (سدلت) من عام 2014 |
| ------------------------ | -------------------------------------------------- | --------------------------------------- |
| 125,000                  | 0                                                  | 0                                       |
| 125,001                  | 1250                                               | 0                                       |
| 250,000                  | 2500                                               | 2500                                    |
| 250,001                  | 7,500                                              | 2500                                    |
| 500,000                  | 15000                                              | 15000                                   |
| 500,001                  | 20,000                                             | 15000                                   |
| مليون                    | 40,000                                             | 43,750                                  |
| 1,000,001                | 50,000                                             | 43,750                                  |
| 2,000,000                | 100,000                                            | 153,750                                 |
| 2,000,001                | 140,000 (اشتراها الأفراد) 300,000 (اشترتهاالشركات) | 153,750                                 |

### الإعفاء الضريبي
قد تكون بعض العقارات مؤهلة للحصول على إعفاء من ضريبة الدمغة على العقارات. على سبيل المثال إذا كان العقار السكني الذي تشتريه غير صالح للسكن (على سبيل المثال: تسرب شديد أو العفن أو الأسبستوس أو الأسلاك غير الآمنة) فقد يقوموا بالحصول على إعفاء ضريبي أو إعفاء.

## روابط خارجية
- ضرائب الطوابع من هيئة الإيرادات والجمارك
- إحاطة بحثية لمكتبة كومنز ، أنتوني سيلي، ١٤ يونيو ٢٠٢٣
- ما هي ضريبة الدمغة؟